# Этьен, Эжен
Эжен Этьен (фр. Eugène Étienne; 15 декабря 1844, Оран, Французский Алжир — 13 мая 1921, Париж) — французский политический, государственный и общественный деятель. Сенатор Франции. Военный министр Франции. Министр внутренних дел Франции.

## Биография
Франкоалжирец. Член Демократического Альянса Франции. В 1878 году был назначен инспектором железных дорог. В 1879 году основал юридическую фирму.
В 1887 и 1889—1892 годах занимал должность заместителя государственного секретаря по флоту и колониям.
С 1881 по 1919 год — член Палаты депутатов Франции, сенатор (1920—1921).
Министр внутренних дел Франции (24 января 1905 — 12 ноября 1905).
Дважды занимал пост военного министра Франции с 12 ноября 1905 по 25 октября 1906 года и с 21 января 1913 по 9 декабря 1913 года.
Был лидером колониальной партии, основателем и президентом Азиатского комитета, Комитета Французской Африки и Марокко. Влиятельный бизнесмен, он также был председателем совета директоров Compagnie Générale des Omnibus в Париже и членом железнодорожного консультативного комитета.
Кандидат на президентских выборах во Франции (Третья республика).
Похоронен на кладбище Пер-Лашез.